# Sint-Salvatorskathedraal

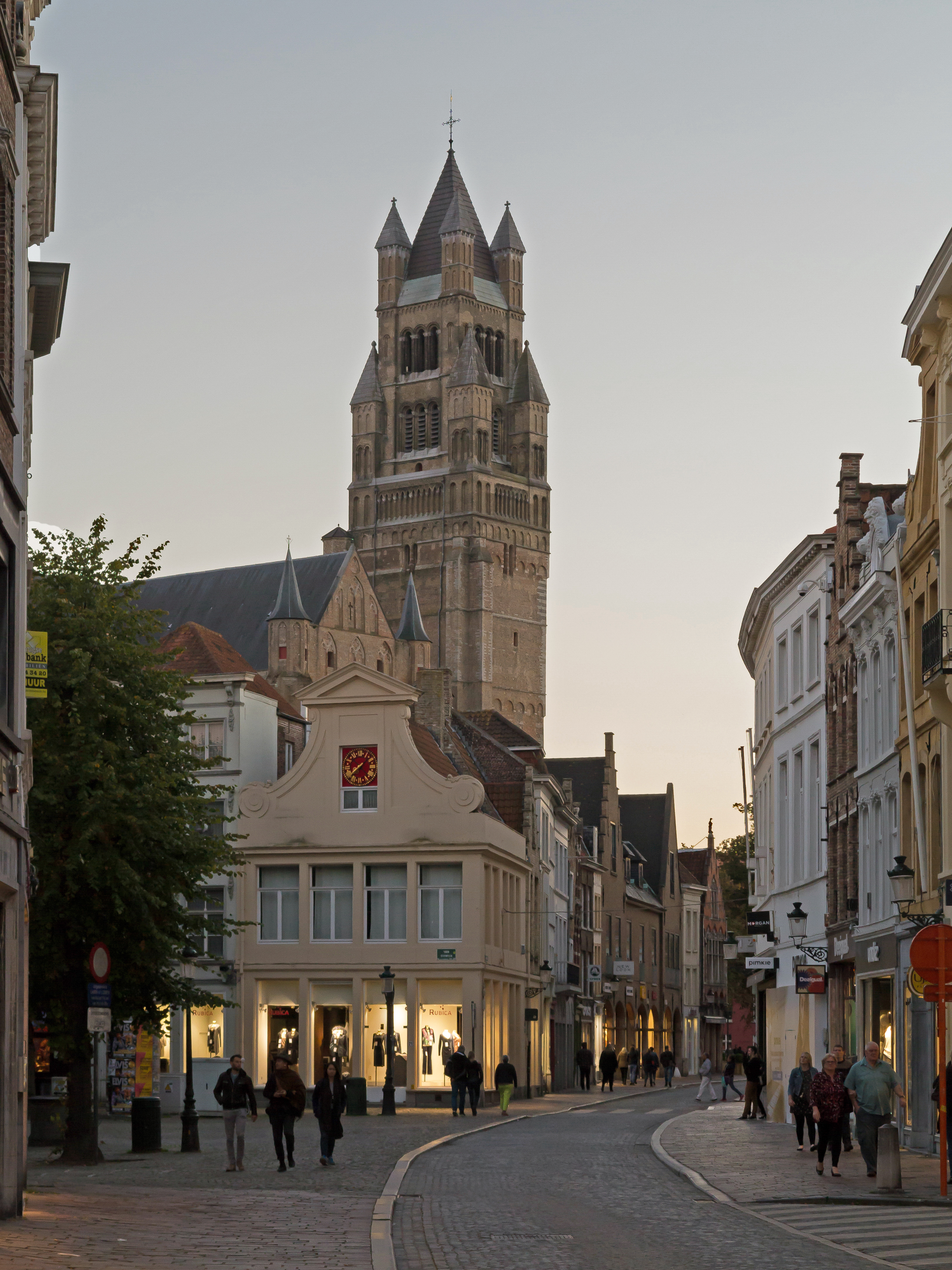
De kathedraal gezien vanuit de Steenstraat

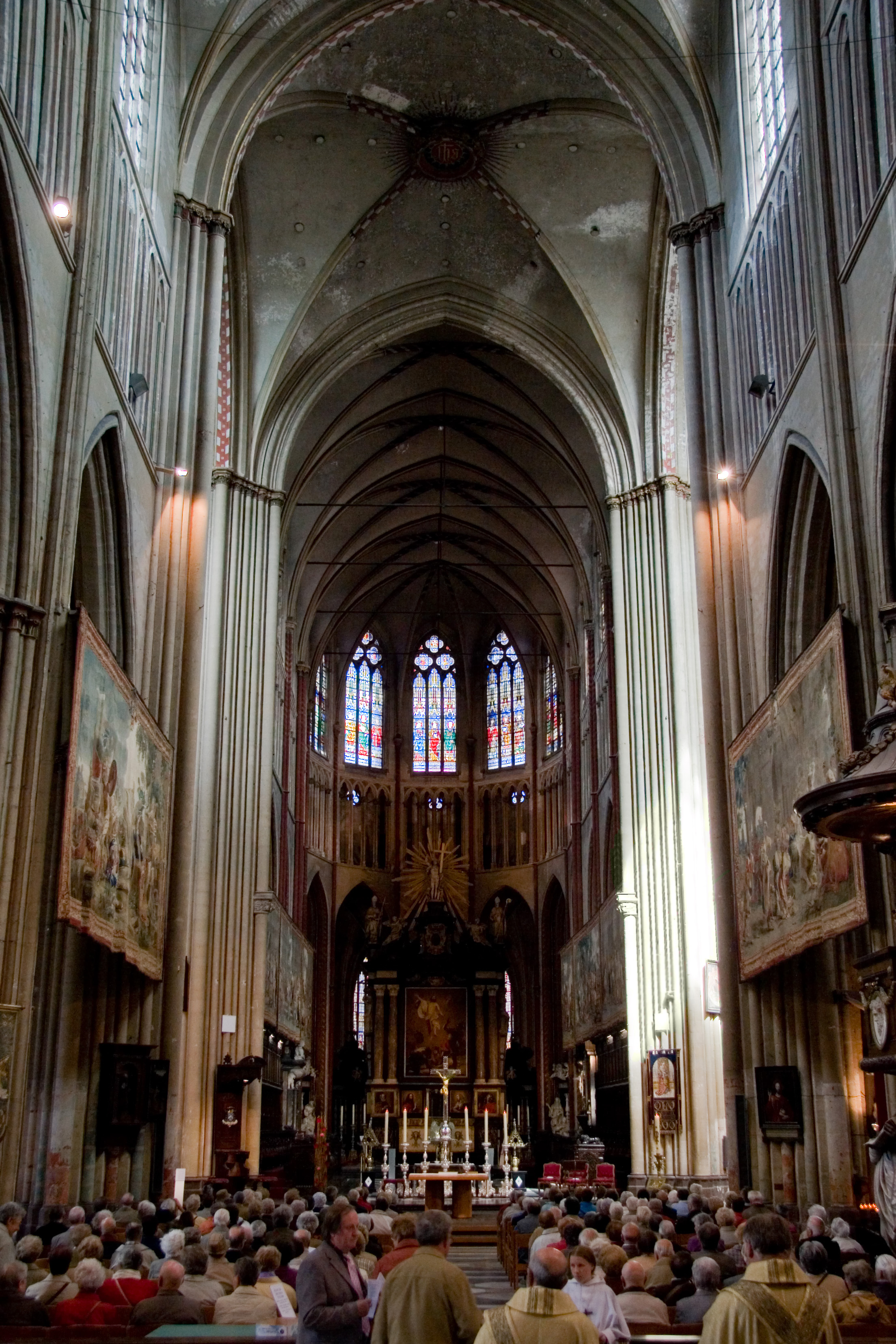
Interieur

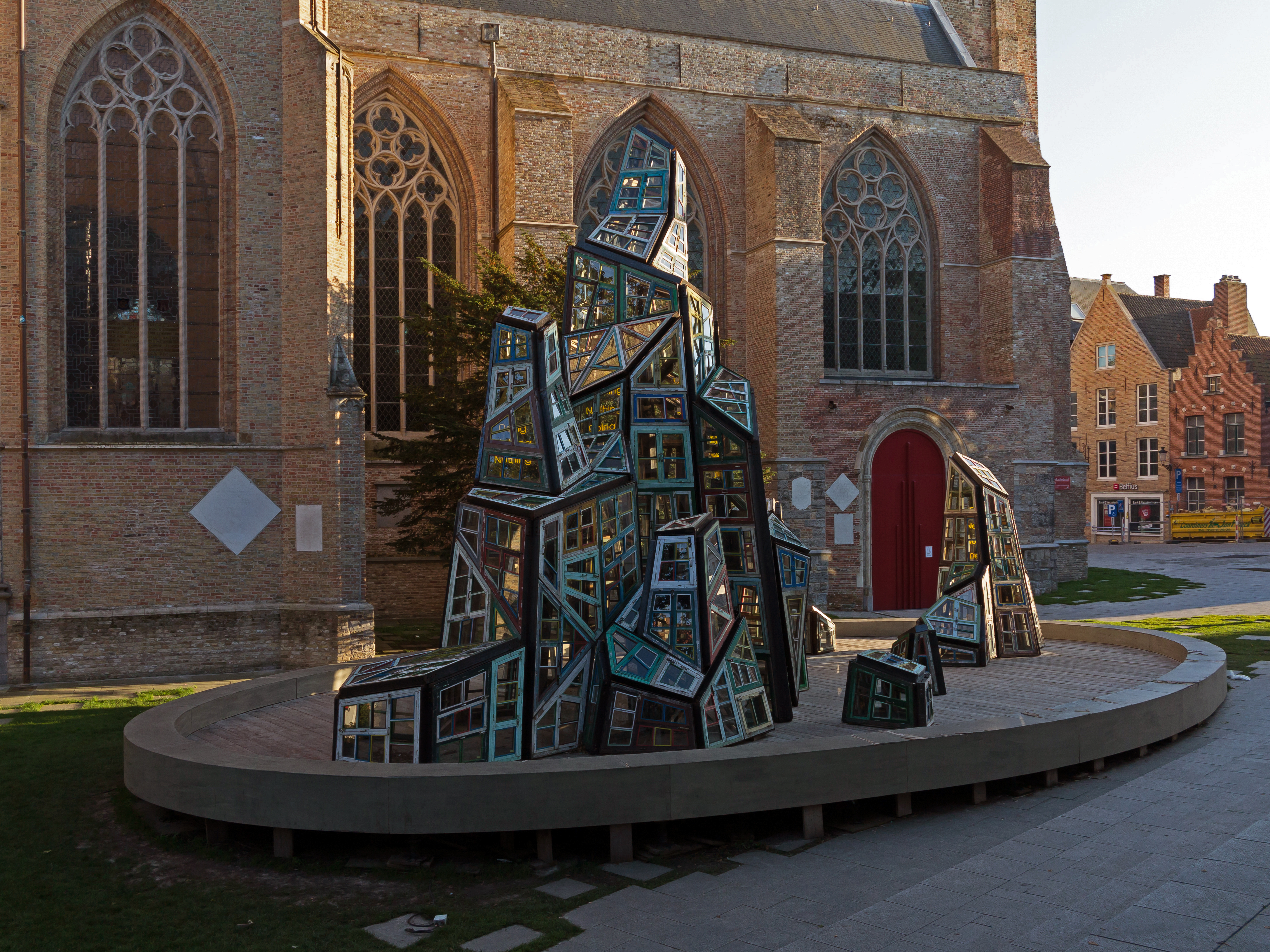
Sculptuur bij de kathedraal

De Sint-Salvatorskathedraal, gewijd aan de Verrezen Zaligmaker en aan Sint-Donatiaan en gelegen in Brugge, is de hoofdkerk van het bisdom Brugge.

## Geschiedenis
Deze kerk werd niet gebouwd om kathedraal van de stad te worden. Ze nam deze status slechts in 1834 aan. Oorspronkelijk was Sint-Salvator een romaans stenen kerkje gesticht in de 9e eeuw. Toen was de Sint-Donaaskerk, in het hart van Brugge, op het Burgplein, een van de belangrijkste godsdienstige gebouwen van de stad. Op het eind van de 18e eeuw vertrok bisschop Felix Brenart in ballingschap. Het bisdom werd afgeschaft en de Sint-Donaaskathedraal werd als nationaal goed verkocht en gesloopt.
In 1834 werd het bisdom Brugge heropgericht en werd de Gentse hulpbisschop Frans René Boussen de nieuwe bisschop van Brugge. De Sint-Salvatorkerk werd officieel de Sint-Salvators- en Sint-Donaaskathedraal. Nochtans leek het gebouw niet helemaal op een kathedraal. Ze was minder indrukwekkend dan de nabijgelegen Onze-Lieve-Vrouwekerk. Sint-Salvator moest dus aan zijn nieuwe status aangepast worden. Dit gebeurde onder meer door de inwendige aankleding, waarbij uit de voormalige Sint-Donaaskathedraal afkomstige kunstwerken werden gerecupereerd.
Op 1 juli 1921 verhief paus Benedictus XV de Sint-Salvators- en Sint-Donaaskathedraal tot basilica minor.

## Het gebouw
De romaans-gotische westertoren (79 m) heeft nog de onderbouw in tuf- en zandsteen van de romaanse kerk van 1127-1166. Dit is het oudste gedeelte van de kerk. Drie galmgaten, sporen van de Scheldegotiek, werden tijdens herstellingen in 1992-1993 ontdekt en terug open gemaakt.
De buitenkant geeft de indruk van een stoere burcht. Dit hoge gotische gebouw heeft geen luchtbogen maar wel zware steunberen. De zijwaartse druk van de gewelven wordt er opgevangen door de westertoren, zijbeuken en kruisbeuken; voldoende voor het relatief korte kerkschip. De hoektorentjes van de dwarsbeuken verwijzen naar de Scheldegotiek.
Karakteristiek voor de hooggotiek zijn de kruisbeuken, volledig opengebroken door de grote ramen met een rijk maaswerk, verdeeld in vier delen, waarlangs hier een galerij loopt.
Door de uitbreiding van 1480-1550 ontstond een ongewone verhouding tussen de delen van het gebouw. Het koor, de kruisbeuken en de kooromgang met de vijf straalkapellen, nemen meer dan de helft van de oppervlakte in. De Brabantse laatgotiek is aan de buitenkant te merken door de grote vensters met een verschillend verfijnd maaswerk en door de uitgewerkte kroonlijst.

### Overzicht bouwgeschiedenis
Net als veel andere middeleeuwse gebouwen, heeft ook de Sint-Salvatorskathedraal vaak vernieuwingen en veranderingen ondergaan:

##### 9de eeuw: romaanse kapel
Volgens de traditie bouwde Sint-Elooi omstreeks 646 een kapel. Historisch gezien is de kerk gesticht in de 9de eeuw door de oudere parochie Snellegem, die wellicht op Sint-Elooi teruggaat. De kleine kapel werd in 1089 tot parochiekerk verheven.

##### 1127: romaanse kerk
Na een brand in 1116 begon in 1127 de bouw van een grote romaanse kerk, die door een nieuwe brand in 1166 werd verwoest. Daarvan is de benedenbouw van de toren bewaard.

##### 1250-1350: gotische kerk
De hoofddelen hebben nog kenmerken van de Scheldegotiek, een overgangsstijl tussen romaanse en gotische stijl. Het koor, naar het voorbeeld van dat van Doornik, onderging een sterke invloed van de Franse hooggotiek.

##### 1480-1550: kooromgang en straalkapellen
Na een derde brand in 1358 werd bij de herstelling de kerk uitgebreid. Jan van den Poele bouwde vanaf ca. 1480 de kooromgang met vijf straalkapellen in Brabantse laatgotiek.

##### 1834: kathedraal
Naast de zuidbeuk werd vanaf 1837 een nieuw kapittelgebouw gebouwd. Het voorstel van Karel Verschelde om de toren te slopen en het schip van de kerk met drie traveeën te verlengen en met een nieuwe toren af te werken, ging niet door.

##### 1839: brand en nieuwe toren
Na de brand van 1839 werd de toren hersteld en een hogere bovenbouw opgetrokken in neoromaanse stijl (1843-1846), naar een ontwerp van de Engelse architect Robert Chantrell, uitgevoerd door de Brugse architect Pierre Buyck. In 1871 werd de toren bekroond met een spits, naar een ontwerp door architect Eugène Carpentier.
Inwendig werden aanzienlijke verfraaiingswerken uitgevoerd, waarvan sommige op advies van architect Jean Bethune en in neogotische stijl (1874-1875).

##### 1912-2010
In 1912 werd het kapittelgebouw uit 1838 gesloopt en werden naar een ontwerp van Adolf Duclos nieuwe kapittel- en museumzalen gebouwd.
In 1935 besliste bisschop Hendrik Lamiroy om liturgische redenen het doksaal en het orgel naar achter in de kerk te verplaatsen en hierdoor het koor open te maken.
Vanaf 1976 werd gedurende een kwarteeuw grondige restauratie en consolidatie uitgevoerd van de toren en de uitwendige kerk. Er vonden ook archeologische opgravingen in de kerk plaats.
In 2011 begon de grondige opknapbeurt binnenin de kerk, met uitgebreide schilderwerken en restauratie. In 2013 waren de herstellingen en het opfrissen van het schip en de zijbeuken voltooid. In 2014 begonnen gelijkaardige werken aan het koor, het transept, de kooromgang, de kranskapellen en de sacristie, voltooid in 2017. Nadien volgt nog de controversiële restauratie en ontdubbeling van het orgel tot twee orgels.

## Preekstoel
De preekstoel in rococo- en Louis XVI-stijl werd gebouwd tussen 1777 en 1785, naar ontwerp van Hendrik Pulinx. De meningen over de esthetische kwaliteit waren in 19e eeuw niet eenduidig positief. Zo sprak Karel Verschelde over “het kostelykste doch onbeduidenste kunststuk dat het kerkbestuur in den loop der 18e eeuw deed vervaerdigen”, dat “noch leven, noch uitdrukking” bezit, betreurend dat “de styve en gevoellooze bouwtrant van dien tyd wierd verkozen”. Ook Medard Verkest is niet geheel overtuigd: “De preekstoel is eenigszins stijf; het mangelt hem aan leven en zwierigheid in de opvatting en toch is hij merkwaardig als stoffelijke uitvoering. Aan niet één meubel dezer kerk arbeidden meer ambachtslieden en kunstenaars; ook niet één heeft meer gekost". De preekstoel is gemaakt van acajouhout  en het hout, afkomstig uit het Caraïbisch gebied, voor de kuip werd aangeleverd door timmerman Andreas Lombaert.

## Orgels
In 2015 werd het dossier goedgekeurd voor de restauratie van de twee orgels in de kathedraal. Het dossier verduidelijkte de restauratie als volgt:
Het romantisch gedachte Klais-orgel zal achteraan op het doksaal worden opgesteld en het barokke Van Eynde-orgel op een doksaal voor de kooringang van het zuidelijke transept. Omdat het pijpwerk van het Van Eynde-orgel zich in het Klais-orgel bevindt, dient de restauratie van beide orgels gelijktijdig te gebeuren.
De restauratie van het Van Eynde-orgel is complex, omdat het historische binnenwerk ten gevolge van verwaarlozing veel schade heeft opgelopen: zo werden de 18e-eeuwse windladen van het hoofdwerk lange tijd buiten in weer en wind achtergelaten. Ook de restauratie van de orgelkast met overvloedige ornamentiek en talrijke beelden vereist intensieve en gespecialiseerde restauratiewerken.
De ontwerpers verklaren dat het meesterwerk van Van Eynde opnieuw in zijn volle klankrijkdom en op een passende toonhoogte zal klinken.
Voor het Klais-orgel zal een grotendeels nieuwe kast worden gemaakt waarin een symfonisch orgel zal klinken: volgens de ontwerpers krachtiger en voornamelijk gedifferentieerder dan in zijn bestaande toestand. Het bestaande Klais-orgel is een van de meest monumentale in Vlaanderen, dankzij de imposante Van Eynde-kast, die er het centrale deel van uitmaakt. De nieuwe orgelkast zal nog iets groter zijn dan de bestaande kast, en voornamelijk meer diepte hebben zodat een passende ruimte vrijkomt voor uitklinken van het pijpwerk en voor onderhouds- en stemmingswerken. Het orgel zal in de nieuwe toestand eveneens bestaan uit een hoofdwerk, een positief, een zwelwerk en een pedaalwerk, samen goed voor 55 registers of spelen. Het totale aantal pijpen bedraagt 3562, waarvan de grootste meer dan 8 meter lang zal zijn. De uitvoering van pijpen en kast is hedendaags.

## Kunst

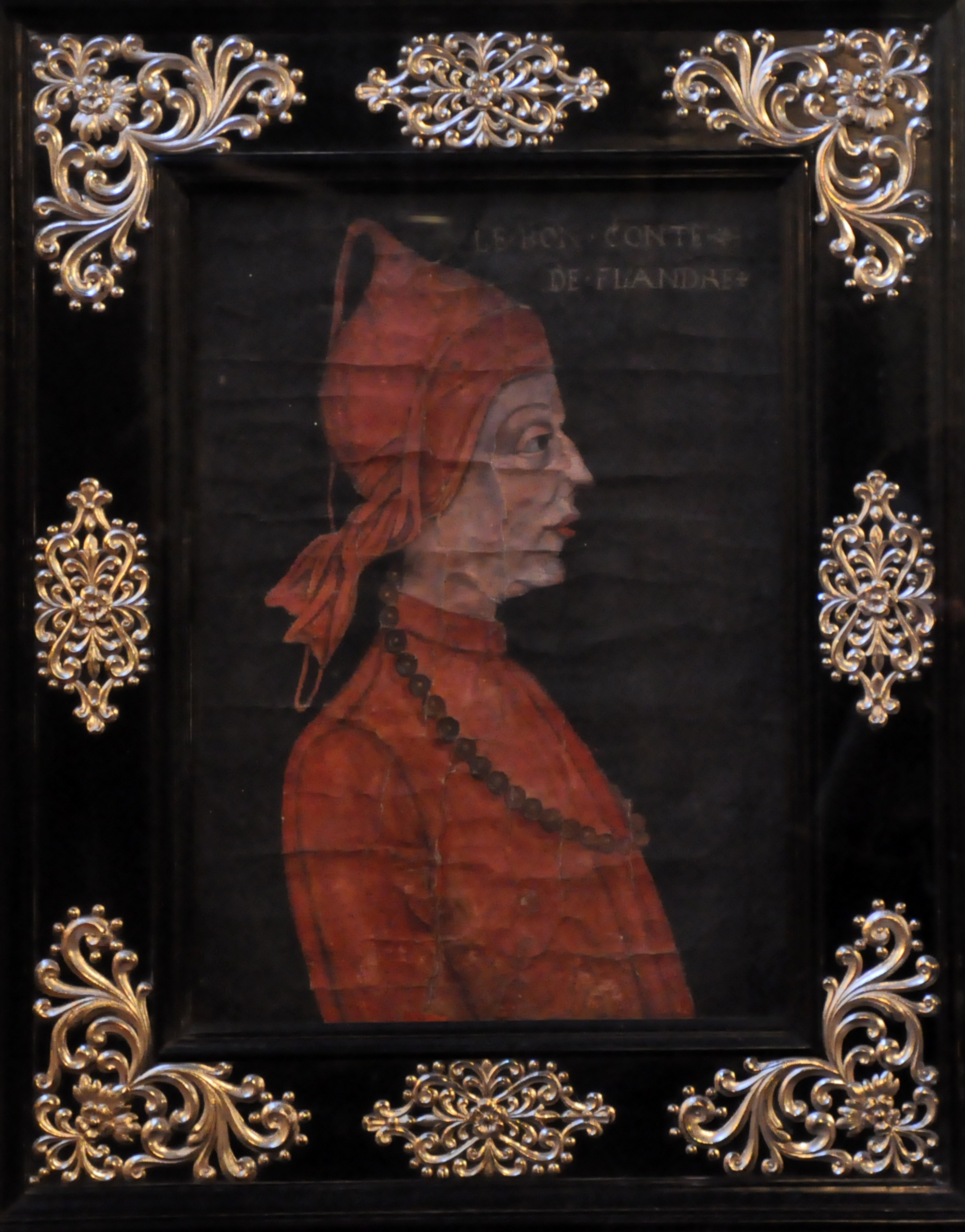
Portret van graaf Karel de Goede in de Sint-Salvatorskathedraal te Brugge

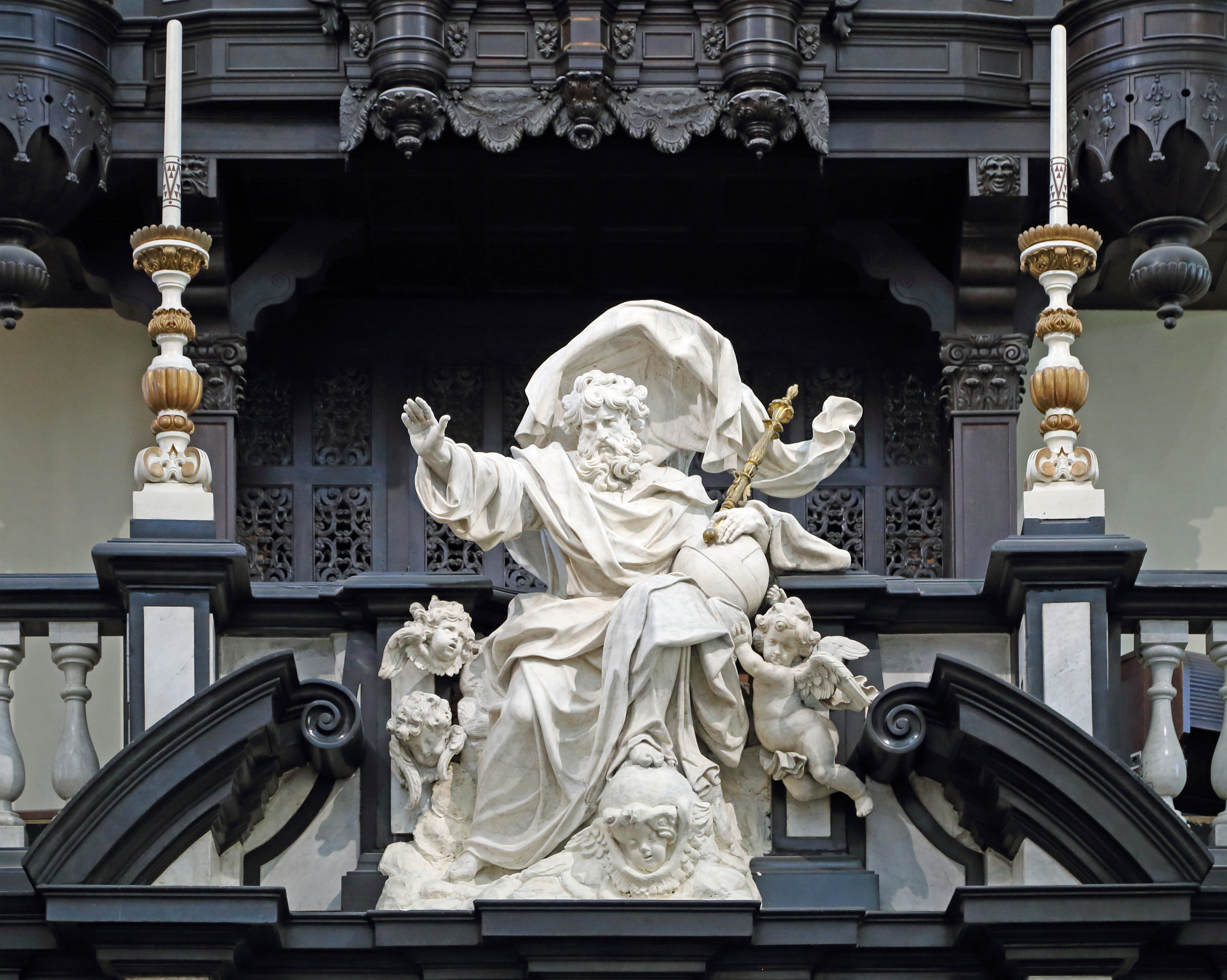
Beeld van God de Vader door Artus Quellinus de Jonge

### Voornaamste kunstwerken
De Sint-Salvatorskathedraal bezit heel wat kunstwerken, een aantal afkomstig uit de vernietigde voorganger Sint-Donatianus. Meest in het oog springend zijn de wandtapijten uit Brussel, die door Jasper van der Borcht in 1731 geweven werden naar het voorbeeld van de schilderijen van de Brusselse schilder Jan van Orley. Zij werden aangekocht door bisschop Hendrik Jozef van Susteren voor Sint-Donatianus. Sint-Salvator bezit ook de originele schilderijen die als kartons voor de wandtapijten werden gemaakt.
Vanuit het koor kan men het oorspronkelijke 17e-eeuwse maar in de twintigste eeuw verplaatste doksaal bewonderen waarbij tevens het kathedraalorgel het vermelden waard is. Het beeld van God de Vader centraal op het doksaal is van de hand van Artus Quellinus de Jonge. De kathedraal bezit 17 doeken van Jacob van Oost. Daarnaast is er ook werk aanwezig van Rogier Van der Weyden, Dirk Bouts, Jan Garemijn, Lanceloot Blondeel, Pieter Pourbus en Hugo van der Goes.
In de kerk hangt een portret van de in 1127 vermoorde graaf Karel de Goede, afkomstig uit de Sint-Donaaskathedraal.
In het museum (schatkamer genoemd) van de Sint-Salvatorskathedraal hangt het drieluik met de Marteldood van Sint-Hippolytus van Dirk Bouts en zijn atelier. Hugo van der Goes schilderde de stichters op het linkerpaneel. Verder is er nog de Calvarieberg van omstreeks 1520.

### Kunstroof
In november 2009 werden bij een spectaculaire kunstroof verschillende topstukken uit de collectie edelsmeedkunst gestolen. De dieven braken in langs de sacristie van de kanunniken en vernielden de beveiligde vitrines. Het alarmsysteem werkte onvoldoende. De geroofde stukken zijn van een moeilijk te schatten waarde.
Onder de geroofde stukken bevinden zich:
- de zegelring van Hendrik Lamiroy;
- de pectorale van Hendrik Jozef van Susteren;
- een torenmonstrans van Jan (Baptist) Vandamme (1900);
- een 18de-eeuwse kelk van Jan Baptist Walgrave;
- een kelk van François Gheuns (1639 tot 1640): opschrift, binnen de voet: + DVDZEELE 16 [wapen] 40 PROC HIE;
- een reliekkruis van François Gheuns, ca 1624-1625 uitgevoerd in bergkristal, gemarmerde steen, halfedelstenen en email;
- een kelk geschonken door de familie Van Zuylen van Nyevelt;
- een reliekkruis uit bergkristal, 18de eeuw (hoogte 38,5 cm);
- een reliekmonstrans van St. Elooi, 15de / 16de eeuw;
- een stralenmonstrans, met kristallen van Thomas Lyns, 17de eeuw (70 cm);
- een neogotische kelk van Bourdon (1896) verguld en email, met opschrift, gegraveerd: Calicem salutaris accipiam et nomen Domini invocabo;
- een stralenmonstrans van Adriaan Pierins senior, 17de eeuw met edelstenen;
- een kelk van Antoon Kerckhove met opschrift DEKEN S ... IER + ... STRAETE + ... ROES + PIE ... VS + IA ... ... GREFFIER.[9][10]